# Rogue Legacy
Rogue Legacy é um jogo eletrônico de plataforma independente do gênero rogue-lite de 2013 desenvolvido pela Cella Door Games. Foi lançado no dia 27 de junho de 2013 para Microsoft Windows. O jogo foi lançado para Microsoft Windows, Linux, OS X, PlayStation 3, PlayStation 4, PlayStation Vita, Xbox One, Nintendo Switch e iOS. Uma sequência, Rogue Legacy 2, foi lançada em 28 de abril de 2022 para Microsoft Windows, Xbox Series X/S e Xbox One.

## Jogabilidade
O principal objetivo de Rogue Legacy é explorar o calabouço, e assim, conseguir dinheiro para expandir o castelo e derrotar os quatro chefes localizados em fases diferentes e, por fim, derrotar o chefe final que está localizado no calabouço. Os personagens possuem a habilidade padrão de pular, atacar com sua espada e utilizar algumas técnicas secundárias que requerem o uso de mana.
Quando um personagem morre pela perda de todos os seus pontos de vida (HP), o controle é transferido para um de seus três herdeiros gerados randomicamente. Cada herdeiro possui habilidades e técnicas únicas.
O ouro encontrado ao explorar o castelo pode ser utilizado para melhorar ou adquirir novos equipamentos e habilidades. Ao morrer no castelo todo ouro é transferido para o herdeiro escolhido. Ouro pode ser encontrado ao quebrar a mobília (mesas, lustres), abrindo baús ou derrotando inimigos. Existem vários baús especiais que só podem ser abertos se o jogador realizar determinado objetivo, como derrotar todos os inimigos da sala.

### Conteúdo adicional
O jogo apresenta um recurso progressivo "New Game +", em que cada conclusão do jogo ao longo de uma linha específica de descendentes aumenta a dificuldade e também aumenta as recompensas oferecidas por inimigos e baús. Após a segunda conclusão, o formato do nome é "Novo Jogo +n", onde n é o número de jogadas desde a primeira (começa em +2, depois +3, etc.). Notavelmente, embora a dificuldade dos inimigos aumente teoricamente para sempre, os chefes não ficam mais difíceis ao longo do jogo. Além disso, o jogador normalmente não pode aumentar seu poder além de um certo ponto, embora pequenos aumentos em várias estatísticas além deste soft-cap sejam possíveis através do sistema "Fairy Chests".
Existem vários chefes secretos, todos versões remixadas de cada um dos chefes comuns. Ao derrotar todos os chefes secretos comuns, pode-se desafiar a versão secreta do chefe final para desbloquear a classe secreta "Traidor", baseada na primeira forma do chefe final.

## Desenvolvimento
O jogo foi desenvolvido pela Cellar Door Games, uma desenvolvedora com sede em Toronto composta pelos irmãos Kenny e Teddy Lee. Este foi o maior projeto dos irmãos até o momento e levou 18 meses para ser desenvolvido. O jogo foi inspirado em títulos como Demon's Souls e Dark Souls. Teddy compara o design a jogos como Spelunky e The Binding of Isaac, observando que seu objetivo era tornar o jogo relativamente indulgente e acessível, ao mesmo tempo que permitia a progressão permanente. Devido à necessidade de agilizar o jogo, vários recursos importantes foram cortados durante o desenvolvimento, incluindo um sistema de experiência.
Rogue Legacy custou à equipe cerca de US$ 15.000 de seu próprio dinheiro para ser desenvolvido, todos os quais foram recuperados uma hora após o lançamento. Ele vendeu mais de 100.000 cópias na primeira semana. A maioria das versões do jogo foram feitas internamente, mas a versão para Xbox One foi portada pela Abstraction Games.

## Lançamento
Em dezembro de 2014, a Cellar Door Games se uniu à IndieBox, um serviço de caixa com assinatura mensal, para produzir um lançamento físico exclusivo de Rogue Legacy. Esta edição de colecionador limitada e numerada individualmente incluía um flash drive com um arquivo de jogo sem DRM, a trilha sonora oficial, um manual de instruções e uma chave Steam, bem como vários itens colecionáveis personalizados.
A versão Nintendo Switch de Rogue Legacy foi lançada em 6 de novembro de 2018.

## Recepção
O jogo obteve uma pontuação agregada de 85 na revisão de Metacritic. Mitchell Saltzman de GameFront descreve o jogo como "insanamente difícil para os despreparados". Philip Kollar da Polygon e Mike Splechta da GameZone descrevem que seus personagens muitas vezes só sobreviveram por alguns minutos e Scott Nichols d a Digital Spy acrescenta que "isso é frustrante no início do jogo".
| Agregadores de pontos | Agregadores de pontos | Agregadores de pontos |
| Agregadores           | Agregadores           | Pontos                |
| --------------------- | --------------------- | --------------------- |
| GameRankings          | 84,38%                | 84,38%                |
| Metacritic            | 85/100                | 85/100                |